# Duclair
Duclair là một xã thuộc tỉnh Seine-Maritime trong vùng Normandie miền bắc nước Pháp.

## Huy hiệu
| Arms of Duclair | The arms of Duclair are blazoned: Per fess 1: per pale I: Azure, a duck volant contourny both wings pointing down argent; II: Or, an apple tree fructed proper on a base vert; 2: Azure, 3 fish contourny argent. |

## Dân số

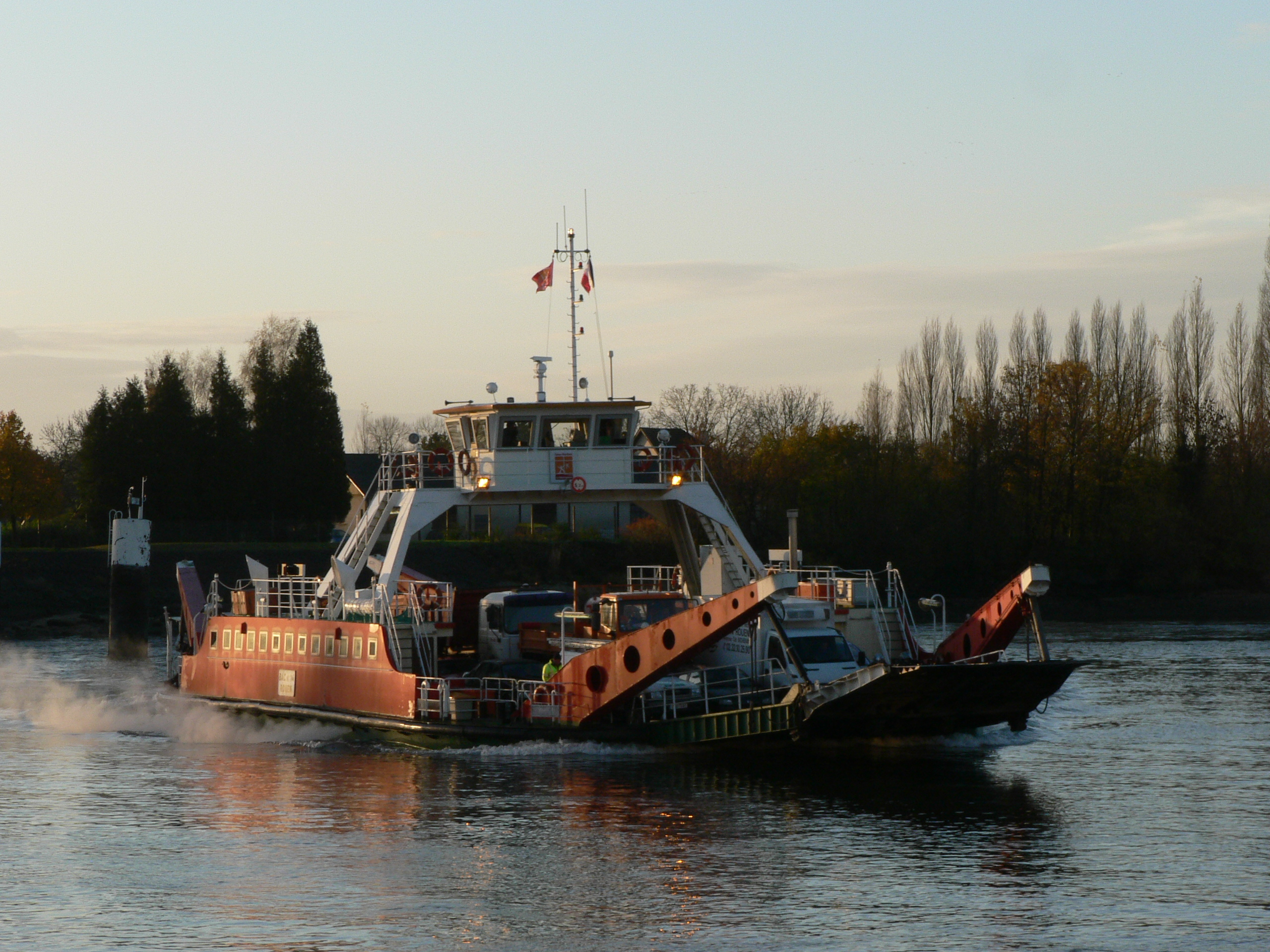
Ferry between Berville-sur-Seine and Duclair

| Năm | 1962 | 1968 | 1975 | 1982 | 1990 | 1999 | 2006 |
| --- | ---- | ---- | ---- | ---- | ---- | ---- | ---- |
| Dân số | 2492 | 2705 | 2975 | 3487 | 3822 | 4163 | 4168 |
| From the year 1962 on: No double counting—residents of multiple communes (e.g. students and military personnel) are counted only once. |      |      |      |      |      |      |      |

## Xã kết nghĩa
Ronnenberg, Đức